# Amir Khadir
Amir Khadir, né le 12 juin 1961 à Téhéran (Iran), est un physicien de formation, médecin spécialisé en microbiologie-infectiologie et homme politique québécois d'origine iranienne. 
Membre et ancien porte-parole du parti politique de gauche Québec solidaire. Il a été député de la circonscription de Mercier à l'Assemblée nationale du Québec de 2008 jusqu'en 2018.
Par le passé, Khadir a également été un candidat de l'Union des forces progressistes et du Bloc québécois. Il est actif au sein de la section canadienne de Médecins du monde et au sein de la Coalition des médecins pour la justice sociale.

## Biographie
Amir Khadir naît à Téhéran, en Iran, en 1961. À l'âge de dix ans, il immigre au Québec, sa famille étant contrainte de fuir la dictature du shah Mohammad Reza Pahlavi. Son père, Jafar Khadir, enseignant, a été emprisonné pour des raisons politiques en Iran. Il deviendra membre du comité central du Parti communiste du Québec (PCQ). 

Alors qu'il est un adolescent, il s'intéresse à la poésie, à la littérature, ainsi qu'à la philosophie. Cependant, ses parents se préoccupent davantage de sciences et d'économie. Afin de concilier ses intérêts et ceux de ses parents, Amir décide de ne pas entreprendre d'études dans le domaine des arts et des lettres et de se tourner vers la physique. 

« En physique on retrouve l'aspect philosophique et même beaucoup de poésie. Avant l'avènement de la science moderne, la physique s'appelait d'ailleurs « philosophie de la nature ». Une certaine poésie transcende également la physique, que ce soit par la symétrie qu'on y retrouve ou par la recherche de vérités simples pour décrire la complexité des choses. La physique cherche à trouver des réponses simples, englobantes, qui résument en quelques mots ou en quelques phrases mathématiques de grandes vérités. »

Amir Khadir est marié à Nimâ Machouf. Ils ont trois enfants.

### Engagement social
À la fin de ses études collégiales au Cégep du Vieux Montréal, il se prépare à continuer ses études en physique à l'université lorsqu'éclate la révolution iranienne. Rapidement, les islamistes s'approprient la contestation populaire.
Amir Khadir est alors impliqué au sein d'un mouvement d'étudiants iraniens hors-Iran qui luttent contre la dictature du Chah Mohammad Reza Pahlavi et qui se mettent alors à lutter contre le régime de l'Ayatollah Rouhollah Khomeini. L'implication de Khadir pour cette cause se fait en parallèle avec la réalisation de son baccalauréat en physique. Cependant, la répression de la République islamique que subissent les militants de gauche s'accentuant, il se voit contraint d'interrompre ses études pour se consacrer entièrement à ses engagements politiques. Il est pendant deux ans à la tête du réseau des étudiants iraniens au Canada et s'implique au sein du Comité pour la défense des Droits de l'Homme en Iran.
Amir Khadir soutient alors l'Organisation des moudjahiddines du peuple iranien (OMPI), un organisme islamique socialiste voué au renversement du gouvernement de la République islamique d'Iran. En désaccord avec le recours à la violence de l'OMPI, Khadir prend ses distances avec l'organisme au milieu des années 1980.
En 1985, Amir Khadir est l'un des fondateurs du Centre culturel et communautaire des Iraniens. Il en sera le coordonnateur pendant trois ans. En 1987, il achève sa maîtrise en physique à l'Université McGill.

### Études en médecine et militantisme humanitaire
Amir Khadir décide de se réorienter vers la médecine et entre à l'Université Laval en 1986. Il y obtient son doctorat en médecine en 1990 et poursuit une spécialisation en microbiologie-infectiologie à l'Université de Montréal jusqu'en 1997. En 1993, il est membre de l'exécutif de la Fédération des médecins résidents du Québec (FMRQ). En 1997, il est engagé comme médecin spécialiste en microbiologie médicale et maladies infectieuses par le Centre hospitalier Pierre-Le Gardeur, situé dans le secteur Lachenaie à Terrebonne, au nord de Montréal.
Khadir s'implique au sein de la campagne Outils de paix et de la caravane Québec-Cuba. De 1986 à 1989, il anime le groupe Santé-Tiers-Monde. Il participe à divers projets au Nicaragua, au Zimbabwe et en Inde, respectivement en 1987, en 1990 et en 1997. Il est membre du groupe de citoyens montréalais Objection de conscience.
En 2001, il se rend en Afghanistan afin de fournir des services médicaux à la population. Le journaliste Pierre Foglia relate à cette époque une anecdote où le docteur Khadir réussit, malgré les bombardements tout près, à faire venir une ambulance de Zabol, la ville frontalière iranienne, pour sauver une dame qui allait mourir.
Au début de l'année 2003, il prend part à une délégation humanitaire à laquelle participe, entre autres, Françoise David, envoyée en Irak pour critiquer les effets des sanctions économiques sur la population et fournir de l'aide humanitaire. La règle imposée par le régime est qu'il faut remettre au Croissant rouge tous les médicaments apportés. « Pas question, répond Amir. On va les distribuer nous-mêmes. ».
Enfin, de 2000 à 2003, il est président du conseil d'administration de SUCO, « un organisme québécois qui vise à promouvoir la solidarité entre les peuples en vue d'un développement durable dans les pays du Sud ».

### Engagement politique

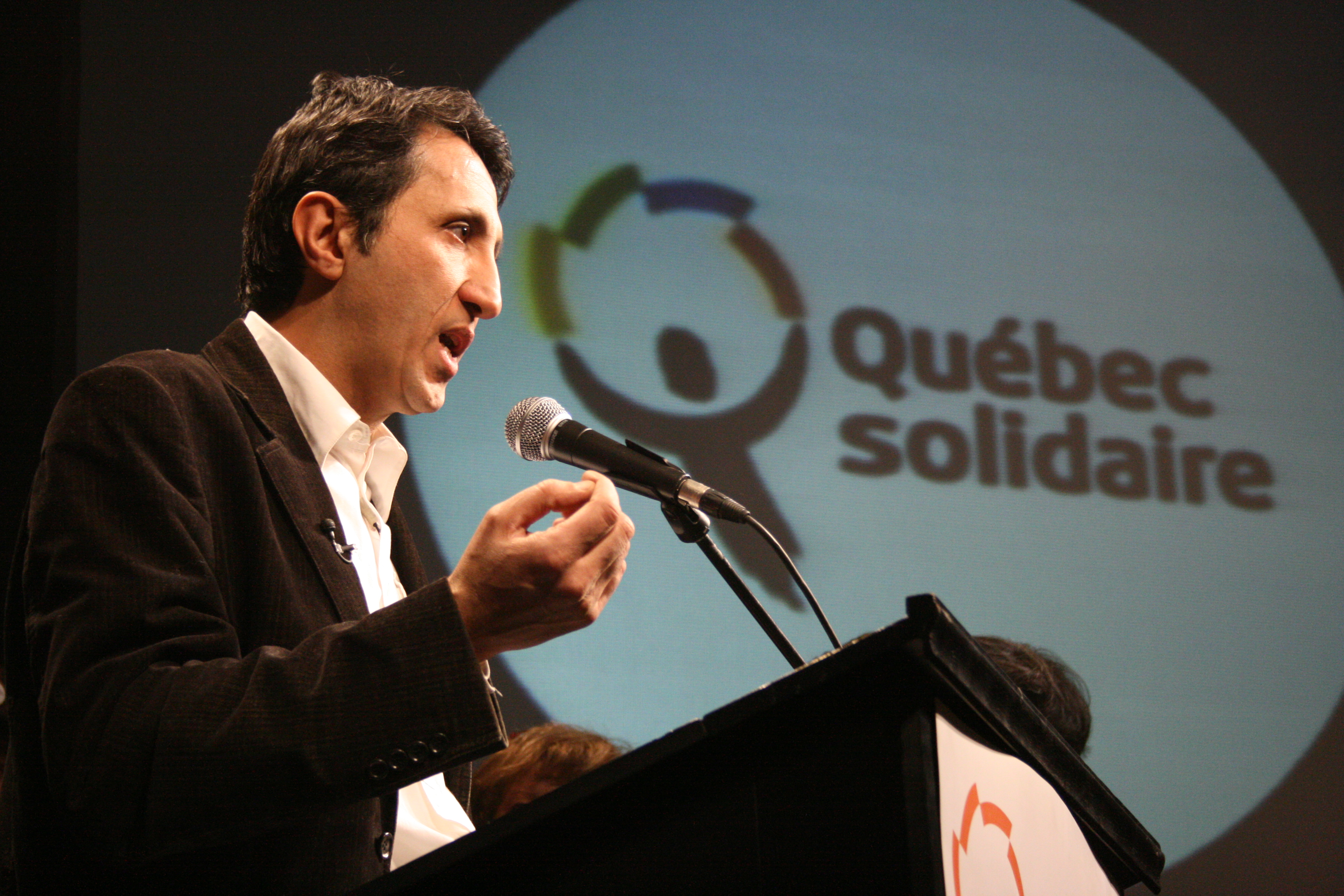
Amir Khadir à la suite de son élection dans Mercier le 8 décembre 2008.

Lors de sa fondation en 1997, Amir Khadir devient membre du Rassemblement pour l'alternative progressiste (RAP), l'un des ancêtres de l'UFP. À la suite de la demande du Bloc québécois formulée aux membres de la communauté arabo-musulmane de se présenter sous sa bannière, Amir Khadir fait le saut dans l'arène politique et se présente dans la circonscription d'Outremont lors de l'élection fédérale canadienne de 2000. Il obtient 11 151 voix, derrière le ministre libéral Martin Cauchon qui obtient 18 796 voix.
Ensuite, Amir Khadir devient porte-parole de l'Union des forces progressistes et se présente dans Mercier aux élections de 2003, où il est défait avec près de 18 % des voix. Selon Amir Khadir, des organisateurs libéraux de la circonscription l'aurait informé que, à une semaine du scrutin, la course n'opposait en fait que deux joueurs : le candidat péquiste Daniel Turp et lui-même et que ceux-ci étaient à égalité. Seulement, puisque personne n'était au courant de cette information et que plusieurs ne voulaient pas voir les libéraux remporter la victoire, une partie de l'électorat de l'UFP avait finalement voté pour le Parti québécois le jour du scrutin général.
À l'automne 2005, Amir Khadir signe, avec Françoise David et une trentaine d'autres personnalités, le Manifeste pour un Québec solidaire qui s'oppose aux thèses avancées par le manifeste Pour un Québec lucide. Par la suite, la fusion de l'UFP avec le parti Option citoyenne a abouti le 4 février 2006 sur la création du parti Québec solidaire. Jugeant le système politico-économique corrompu par la proximité de l'appareil politique et du milieu des affaires, il estime que l'État a renoncé à son devoir de « protéger les citoyens contre l'abus des puissants ». Il souhaite reprendre le cours de la Révolution tranquille.
C'est pour ce parti que Khadir se présente à l'élection générale québécoise de 2007. Il est encore une fois défait, mais toutefois il recueille environ 29 % des votes, terminant deuxième avec une avance de 10 points de pourcentage sur la candidate libérale Nathalie Rochefort et derrière le péquiste Daniel Turp, qui recueille un peu plus du tiers des votes.

#### Député
Recevant plusieurs appuis, dont celui de l'ex-ministre péquiste et ancien député de Mercier Robert Perreault, Amir Khadir est élu député de Mercier lors de l'élection générale québécoise de 2008 avec 38,06 % des voix. Lors de son assermentation, il critique l'obligation de prêter serment à la reine Élisabeth II, parlant de « vestiges archaïques de la monarchie britannique » et souhaitant l'avènement d'« une république moderne et démocratique ». 
S'il n'a droit au Parlement qu'à une question toutes les sept séances, ses interventions sont remarquées selon L'Actualité : « Il a brisé un vieux tabou en condamnant l'exploitation de l'amiante chrysotile. Il a talonné le gouvernement au sujet de la facture salée des médicaments. En matière de ressources naturelles, il a décrié sans relâche le « système digne d'une république de bananes » qui permet aux compagnies minières de ne verser que des redevances dérisoires à l'État. Il a pris la défense des résidents de Malartic, en Abitibi, expropriés pour faire place à une mine d'or à ciel ouvert de la société Osisko, et il a réclamé un moratoire sur l'extraction de l'uranium au nom des habitants de la Côte-Nord. »
Son équipe dévoile en 2011 un système de prête-noms ayant permis à des entreprises de financer illégalement certains partis.
En juin 2010, il demande à l'Assemblée nationale de condamner l'arraisonnement par Israël d'un navire qui cherche à percer le blocus autour de Gaza. Les troupes israéliennes avaient tué neuf personnes lors de cette intervention.
En novembre 2010, Khadir soutient une pétition électronique lancée par le Mouvement citoyen national du Québec et demandant la démission du premier ministre du Québec Jean Charest. Hébergée par le site de l'Assemblée nationale du Québec, la pétition engendre une affluence record sur le site, recueillant 100 000 signatures en un peu moins de 48 heures. Passant le cap des 200 000 signatures en moins d'une semaine, elle devient la pétition virtuelle officielle la plus signée de l'histoire du Québec,.
En décembre 2010, il présente une motion de réhabilitation dans le cadre des dix ans de l'Affaire Michaud,. Le même mois, un sondage réalisé par la firme Léger Marketing pour le compte des quotidiens Le Devoir et The Montreal Gazette révèle que Khadir est le politicien le plus populaire parmi les 125 députés et ex-députés de l'Assemblée nationale, récoltant 45 % des votes parmi les citoyens consultés. En juin 2011, un nouveau sondage de la même firme indique une chute dans la popularité d'Amir Khadir.
Il est réélu député de Mercier lors de l'élection générale de 2012, avec 46,7 % des votes.
En novembre 2012, il ne se représente pas au poste de porte-parole parlementaire de Québec solidaire, ce qui a pour effet d'assurer le couronnement de la seule autre personne pouvant être candidate à ce poste, sa collègue Françoise David.
Le 4 mai 2018, lors d'une conférence de presse, il annonce qu'il ne sollicitera pas un nouveau mandat lors des élections législatives du 1er octobre suivant.

## Critiques et polémiques
Certains propos et les gestes Amir Khadir auront causé plusieurs réactions au sein de la classe politique et dans les médias québécois.
Certaines de ses prises de positions politiques comme son appui à une enquête internationale concernant les attentats du 11 septembre 2001 en 2006,, sa participation au boycott de la boutique le Marcheur organisée par le groupe Palestiniens et Juifs Unis (PAJU),,,, ainsi que son opposition au Grand Prix automobile du Canada en juin 2011 aux côtés du Mouvement Québécois pour une Décroissance Conviviale, furent dénoncés par la classe politique et des personnalités des médias québécois. Khadir fut aussi critiqué pour avoir interpellé et mis en doute en commission parlementaire l'ancien premier ministre du Québec Lucien Bouchard qui agissait à titre de représentant de l'industrie pétrolières et gazières du Québec lors de consultations,. 
Khadir fut aussi critiqué pour plusieurs de ces gestes d'éclat comme avoir lancé des chaussures sur une effigie du président des États-Unis George W. Bush lors d'une manifestation tenue à Montréal en 2008,, et d'avoir qualifié la famille royale britannique de « système parasitaire » et « révolu » lors de la visite du prince William de Cambridge et de Kate Middleton au Québec en 2011,.
Lors de la grève étudiante québécoise de 2012, Khadir est critiqué dans les médias et par le premier ministre du Québec Jean Charest pour son appel à la désobéissance civile après l'adoption de la loi 78,. Son arrestation le 5 juin 2012 lors d'une manifestation contre la loi 78 à Québec fut aussi hautement médiatisée,. Lors de ces événements, sa fille, Yalda Machouf-Khadir, fut arrêtée pour le saccage du bureau de l'ex-ministre de l'Éducation, Line Beauchamp, et des locaux de l'Université de Montréal,. Reconnaissant sa culpabilité, elle obtient une absolution conditionnelle le 16 février 2015, devant cependant se soumettre à une probation de trois ans et à 240 heures de travaux communautaires.
En 2025, le balado réalisé par Olivier Bernard, Dérives, aborde les traitements non conformes au consensus médical utilisés par le Dr Khadir dans le cadre de la maladie de Lyme. Après enquête, le syndic l'a officiellement accusé, le 31 mars, de trois fautes déontologiques : non-respect d'un engagement ou limitation d'exercice ; acte dérogatoire à l'honneur et à la dignité de la profession ; non-conformité dans la tenue du dossier médical. À ce stade, il ne s'agit que d'accusations, et le Dr Khadir bénéficie de la présomption d'innocence tant qu'une décision formelle du conseil de discipline n'a pas été rendue.